# Asbecesta pilifera
Asbecesta pilifera es un coleóptero de la familia Chrysomelidae. Fue descrita científicamente por primera vez en 1909 por Weise.